# Р-934УМ
Р-934УМ - рухома станція розвідки і придушення авіаційної УКХ радіозв'язку “Удар” комплексу Р-330М1П (“Диабазол”). Призначена для виявлення, пеленгування і аналізу радіосигналів, для перехвату і запису інформації, що передається по радіоканалам, а також для створення перешкод лініям УКВ радіозв'язку, системам стільникового, транкінгового зв'язку і системам телебачення.
Є результатом глибокої модернізації виробу Р-934У «Удар».

## Характеристики
Станція здатна вести радіорозвідку в діапазоні від 100 до 2000 МГц, в діапазоні перешкод підтримує діапазон від 100 до 400 МГц. Він має швидкість сканування діапазону частот у режимі виявлення приблизно 800 МГц/с і в режимі відстеження приблизно 400 МГц/с. Передавальна антена проектує промінь шириною 120° по горизонталі і 40° по вертикалі. Станція може працювати незалежно, в тандемі з подібним пристроєм, як ведуча або підпорядкована станція. Службу в мирний час надають три особи, під час бойових дій до служби додається ще одна особа.

## Експлуатанти
- Росія

## Бойове застосування
Р-934УМ комплекс ідентифікований взимку 2015 року під Луганськом в результаті радіоперехоплення.